# G. Weiß
G. Weiß (* vor 1839; † nach 1845) war ein bayerischer Politiker.

## Werdegang
Weiß war 1840 Mitglied der Kammer der Abgeordneten der bayerischen Ständeversammlung.